# Хопі-хауз
Хопі-хауз (англ. Hopi House) — будівля в стилі традиційних жител пуебло на Південному Гребені Гранд-Каньйону на території Національного парку Гранд-Каньйон у штаті Аризона. Входить до складу Історичного району Село Гранд-Каньйон. Належить до групи з 6 знаменитих будівель у стилі Дикого Заходу, спроєктованих архітекторкою Мері Джейн Колтер.
Колтер проєктувала Хопі-хауз як музей-виставку, де індіанці хопі могли б жити, займаючись традиційними ремеслами і продаючи свої вироби. В основу зовнішнього вигляду будівлі лягла споруда хопі в селі Ораїбі, штат Аризона. У внутрішніх приміщеннях розташовано музей, магазини і виставки.